# 10186 Albéniz
A 10186 Albeniz (ideiglenes jelöléssel 1996 HD24) a Naprendszer kisbolygóövében található aszteroida. Eric Walter Elst fedezte fel 1996. április 20-án.
Nevét Isaac Albéniz (1860 – 1909) katalán nemzetiségű spanyol zeneszerző, zongoraművész után kapta.